# Olympische Sommerspiele 1920/Fechten
Bei den VII. Olympischen Spielen 1920 in Antwerpen fanden sechs Wettbewerbe im Fechten statt. Austragungsort war der Garten des Egmont-Palasts in Brüssel sowie der Middelheimpark in Antwerpen.

## Bilanz

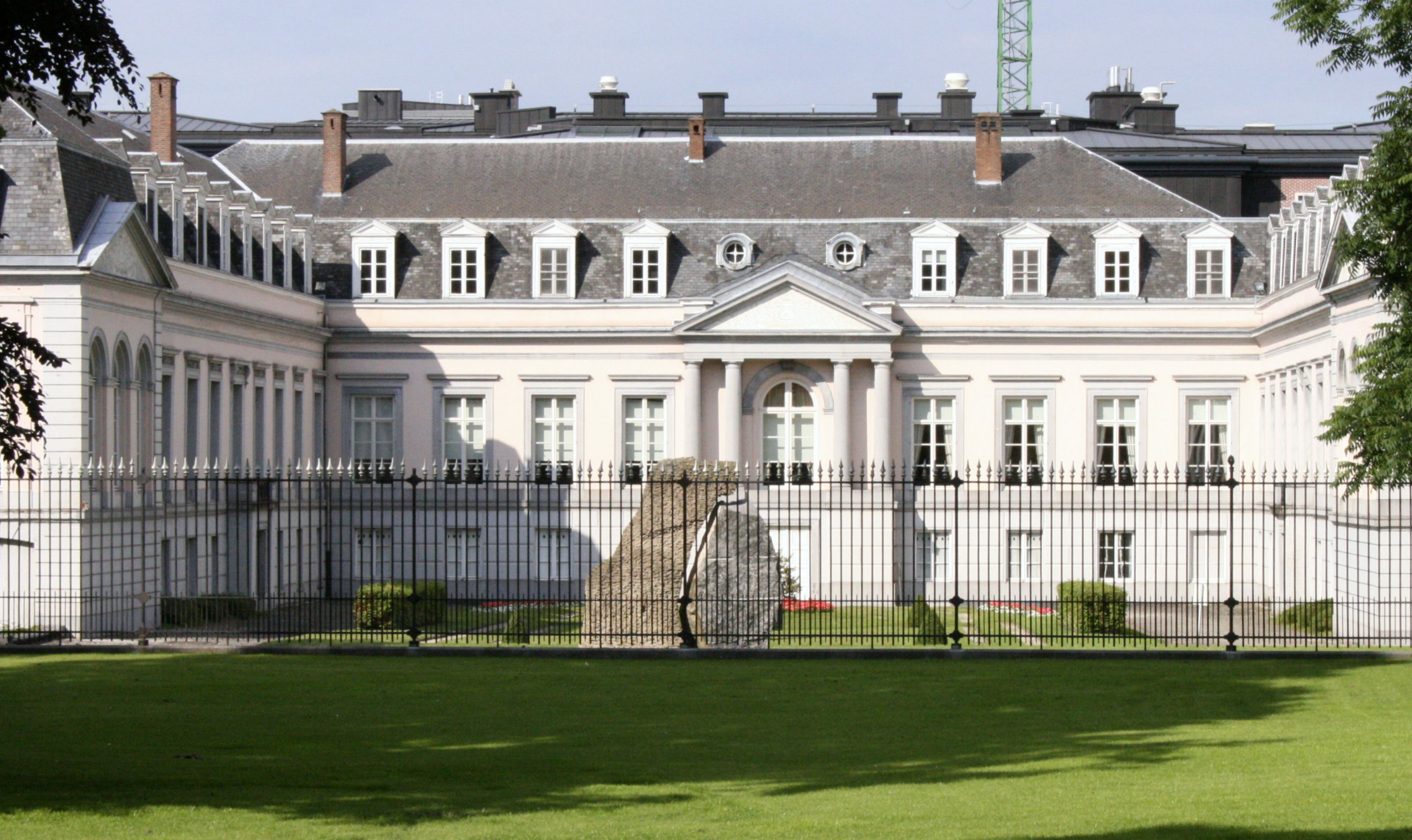
Egmont-Palast

### Medaillenspiegel
| Platz | Land               | Gold | Silber | Bronze | Gesamt |
| ----- | ------------------ | ---- | ------ | ------ | ------ |
| 1     | Königreich Italien | 5    | 1      | –      | 6      |
| 2     | Frankreich         | 1    | 4      | 3      | 8      |
| 3     | Belgien            | –    | 1      | –      | 1      |
| 4     | Niederlande        | –    | –      | 2      | 2      |
| 5     | Vereinigte Staaten | –    | –      | 1      | 1      |

### Medaillengewinner
| Konkurrenz         | Gold | Silber | Bronze |
| ------------------ | --- | --- | --- |
| Degen Einzel       | Armand Massard | Alexandre Lippmann | Gustave Buchard |
| Degen Mannschaft   | Antonio Allocchio, Tullio Bozza, Giovanni Canova, Tommaso Costantino, Andrea Marrazzi, Aldo Nadi, Nedo Nadi, Abelardo Olivier, Paolo Thaon di Revel, Dino Urbani | Paul Anspach, Victor Boin, Joseph De Craecker, Fernand de Montigny, Maurice de Wée, Félix Goblet d’Alviella, Philippe Le Hardy de Beaulieu, Ernest Gevers, Léon Tom | Gaston Amson, Gustave Buchard, Georges Casanova, Alexandre Lippmann, Armand Massard, Louis Moreau, Georges Trombert                |
| Florett Einzel     | Nedo Nadi | Philippe Cattiau | Roger Ducret |
| Florett Mannschaft | Baldo Baldi, Tommaso Costantino, Aldo Nadi, Nedo Nadi, Abelardo Olivier, Oreste Puliti, Pietro Speciale, Rodolfo Terlizzi                                        | Gaston Amson, Lionel Bony de Castellane, Philippe Cattiau, Roger Ducret, Lucien Gaudin, André Labatut, Marcel Perrot, Georges Trombert                              | Henry Breckinridge, Francis Honeycutt, Arthur Lyon, Harold Rayner, Robert Sears                                                    |
| Säbel Einzel       | Nedo Nadi | Aldo Nadi | Arie de Jong |
| Säbel Mannschaft   | Baldo Baldi, Francesco Gargano, Aldo Nadi, Nedo Nadi, Oreste Puliti, Giorgio Santelli, Dino Urbani                                                               | Henri de Saint Germain, Jean Lacroix, Jean Margraff, Jean Mondielli, Marc Perrodon, Georges Trombert                                                                | Louis Delaunoij, Arie de Jong, Jetze Doorman, Willem van Blijenburgh, Jan van der Wiel, Salomon Zeldenrust, Henri Wijnoldy-Daniëls |

## Ergebnisse

### Degen Einzel
| Platz | Land | Sportler           | Siege |
| ----- | ---- | ------------------ | ----- |
| 1     | FRA  | Armand Massard     | 9:2   |
| 2     | FRA  | Alexandre Lippmann | 7:4   |
| 3     | FRA  | Gustave Buchard    | 6:5   |
| 4     | BEL  | Ernest Gevers      | 6:5   |
| 5     | FRA  | Georges Casanova   | 5:6   |
| 6     | POR  | António de Menezes | 5:6   |
| 6     | FRA  | Louis Moureau      | 5:6   |
| 6     | ITA  | Abelardo Olivier   | 5:6   |

Datum: 22. bis 23. August 1920 

80 Teilnehmer aus 13 Ländern

### Degen Mannschaft
| Platz | Land | Sportler |
| ----- | ---- | --- |
| 1     | ITA  | Antonio Allocchio, Tullio Bozza, Giovanni Canova, Tommaso Costantino, Andrea Marrazzi, Aldo Nadi, Nedo Nadi, Abelardo Olivier, Paolo Thaon di Revel, Dino Urbani    |
| 2     | BEL  | Paul Anspach, Victor Boin, Joseph De Craecker, Fernand de Montigny, Maurice de Wée, Ernest Gevers, Félix Goblet d’Alviella, Philippe Le Hardy de Beaulieu, Léon Tom |
| 3     | FRA  | Gaston Amson, Gustave Buchard, Georges Casanova, Alexandre Lippmann, Armand Massard, Louis Moreau, Georges Trombert                                                 |
| 4     | POR  | Henrique da Silveira, António de Menezes, Jorge de Paiva, Ruimondo Mayer, Frederico Paredes, Manuel Queiróz, João Sassetti                                          |
| 5     | SUI  | John Albaret, Louis de Tribolet, Eugène Empeyta, Édouard Fitting, Frédéric Fitting, Henri Jacquet, Léopold Montagnier, Franz Wilhelm                                |
| 6     | USA  | Henry Breckinridge, Raymond Dutcher, Arthur Lyon, Harold Rayner, William Russell, Robert Sears                                                                      |
| 7     | NED  | Arie de Jong, Henri Wijnoldy-Daniëls, Salomon Zeldenrust, Willem van Blijenburgh, George van Rossem, Jetze Doorman                                                  |
| 7     | GBR  | John Blake, George Burt, Martin Holt, Robert Montgomerie, Charles Notley, Edgar Seligman                                                                            |

Datum: 20. August 1920 

72 Teilnehmer aus 11 Ländern

### Florett Einzel
| Platz | Land | Sportler            | Siege |
| ----- | ---- | ------------------- | ----- |
| 1     | ITA  | Nedo Nadi           | 10:1  |
| 2     | FRA  | Philippe Cattiau    | 09:2  |
| 3     | FRA  | Roger Ducret        | 09:2  |
| 4     | FRA  | André Labatut       | 07:4  |
| 5     | ITA  | Aldo Nadi           | 06:5  |
| 6     | BEL  | Fernand de Montigny | 06:5  |
| 7     | ITA  | Oreste Puliti       | 06:5  |
| 8     | DEN  | Ivan Osiier         | 04:7  |

Datum: 17. bis 18. August 1920 

56 Teilnehmer aus 10 Ländern

### Florett Mannschaft
| Platz | Land | Sportler |
| ----- | ---- | --- |
| 1     | ITA  | Abelardo Olivier, Baldo Baldi, Tommaso Costantino, Aldo Nadi, Nedo Nadi, Oreste Puliti, Pietro Speciale, Rodolfo Terlizzi              |
| 2     | FRA  | Gaston Amson, Lionel Bony de Castellane, Philippe Cattiau, Roger Ducret, Lucien Gaudin, André Labatut, Marcel Perrot, Georges Trombert |
| 3     | USA  | Henry Breckinridge, Francis Honeycutt, Arthur Lyon, Harold Rayner, Robert Sears                                                        |
| 4     | DEN  | Georg Hegner, Ejnar Levison, Ivan Osiier, Poul Rasmussen, Kay Schrøder                                                                 |
| 5     | GBR  | Philip Doyne, H. Evan James, Cecil Kershaw, Robert Montgomerie, Edgar Seligman                                                         |
| 6     | BEL  | Marcel Berré, Charles Crahay, Marcel Cuypers, Fernand de Montigny, Émile De Schepper, Robert Hennet, Charles Pape, Léon Tom            |
| 7     | NED  | Wouter Brouwer, Arie de Jong, Jan van der Wiel, Félix Vigeveno, Salomon Zeldenrust                                                     |
| 8     | TCH  | František Dvořák, Josef Javůrek, Antonín Mikala, Vilém Tvrzský                                                                         |

Datum: 15. bis 17. August 1920 

49 Teilnehmer aus 8 Ländern

### Säbel Einzel
| Platz | Land | Sportler         | Siege |
| ----- | ---- | ---------------- | ----- |
| 1     | ITA  | Nedo Nadi        | 11:0  |
| 2     | ITA  | Aldo Nadi        | 09:2  |
| 3     | NED  | Arie de Jong     | 06:5  |
| 4     | ITA  | Oreste Puliti    | 06:5  |
| 5     | NED  | Jan van der Wiel | 06:5  |
| 6     | BEL  | Léon Tom         | 05:6  |
| 7     | BEL  | Robert Hennet    | 05:6  |
| 8     | GBR  | Robin Dalglish   | 05:6  |

Datum: 25. bis 26. August 1920 

43 Teilnehmer aus 9 Ländern

### Säbel Mannschaft
| Platz | Land | Sportler |
| ----- | ---- | --- |
| 1     | ITA  | Baldo Baldi, Francesco Gargano, Aldo Nadi, Nedo Nadi, Oreste Puliti, Giorgio Santelli, Dino Urbani                                 |
| 2     | FRA  | Jean Lacroix, Jean Margraff, Jean Mondielli, Marc Perrodon, Henri de Saint Germain, Georges Trombert                               |
| 3     | NED  | Willem van Blijenburgh, Louis Delaunoij, Jetze Doorman, Arie de Jong, Jan van der Wiel, Salomon Zeldenrust, Henri Wijnoldy-Daniëls |
| 4     | BEL  | Pierre Calle, Charles Delporte, Harry Dombeeck, Robert Feyerick, Robert Hennet, Alexis Simonson, Léon Tom                          |
| 5     | USA  | Roscoe Bowman, Frederick Cunningham, John Dimond, Bradford Fraley, Edwin Fullinwider, Arthur Lyon, Claiborne Walker                |
| 6     | DEN  | Aage Berntsen, Verner Bonde, Ejnar Levison, Ivan Osiier, Poul Rasmussen                                                            |
| 7     | GBR  | Ronald Bruce Campbell, Robin Dalglish, William Hammond, Herbert Huntingdon, Cecil Kershaw, William Marsh, Alfred Ridley-Martin     |
| 8     | TCH  | František Dvořák, Josef Javůrek, Josef Jungmann, Antonín Mikala, Otakar Švorčík                                                    |

Datum: 26. August 1920
49 Teilnehmer aus 8 Ländern